# Astragalus epiglottis
Astragalus epiglottis ist eine Pflanzenart aus der Gattung Tragant (Astragalus) innerhalb der Familie der Hülsenfrüchtler (Fabaceae).

## Merkmale
Astragalus epiglottis ist ein einjähriger Schaft-Therophyt, der eine Wuchshöhe von 5 bis 25 Zentimeter erreicht. Die Blätter sind 20 bis 40 Millimeter groß und unpaarig gefiedert. Die 11 bis 21 Fiedern sind dicht weichhaarig. Der Blütenstand ist eine dicht, mehr oder weniger runde und von den Blättern überragte Traube. Die Fahne ist gelb und 3 Millimeter groß. Die Hülsen sind abgeflacht und dreieckig-eiförmig.
Die Blütezeit reicht von März bis April.
Die Chromosomenzahl beträgt 2n = 16.

## Vorkommen
Astragalus epiglottis kommt im südlichen Mittelmeerraum vor. Sie wächst in Karpathos auf trockenem Brachland.

## Taxonomie
Astragalus epiglottis wurde 1753 durch Carl von Linné in Species Plantarum, Band 2, Seite 759 erstbeschrieben.